# Монастырь Синая
Монасты́рь Сина́я (рум. Mănăstirea Sinaia) — православный монастырь в Румынии. Основан в 1690—1695 годах дворянином Михаем Кантакузино после его паломничества в монастырь Святой Екатерины на Синайском полуострове, в честь чего созданный им монастырь и получил своё имя. Позже аналогично стал называться и город, образовавшийся вокруг монастыря — Синая.

## История монастыря
При основании был построен братский корпус и церковь (сейчас называемая старой). По замыслу основателя число насельников монастыря не должно было превышать 12 человек, которые должны своим числом соответствовать числу апостолов. Монастырь с момента основания является мужским.
Первые здания монастыря построены в архитектурном стиле «брынковенеск», появившемся в Румынии в XVII веке. Все строения этого периода находятся во внутреннем дворе, вход в который возможен только с соборной площади перед кафоликоном.
Во время Русско-турецкой войны 1735—1739 годов монастырь оказался заброшенным, его ценности были разграблены. Во время осады монастыря турками были повреждены монастырские стены. Восстановление монастыря после этих событий было завершено к концу XVIII века.
В настоящее время в монастыре проживает 13 монахов.

## Церкви

### Церковь Успения Пресвятой Богородицы
Церковь Успения Пресвятой Богородицы (Старая церковь — рум. Biserica veche) — построена при основании монастыря в 1695 году. До середины XIX века когда была построена новая церковь являлась кафоликоном монастыря (кроме неё существовала небольшая церковь в старом братском корпусе).
Фрески, украшающие церковь, выполнены в 1795 году при её реставрации после пожара во время осады монастыря в ходе Русско-турецкой войны 1735—1739 годов. Фресками украшены не только внутренние стены церкви, но и крыльцо, на своде которого изображен Спас Эммануил. Внешняя стена с дверью, ведущей в церковь, украшена фресками со сценами Страшного суда.

### Кафоликон
Троицкая церковь (Новая церковь — рум. Biserica nouă), кафоликон монастыря — построена в 1842—1846 годы, после реконструкции 1897—1903 годов здание церкви приобрело современный вид. Для сохранения архитектурного ансамбля монастыря церковь была выполнена в том же архитектурном стиле «брынковенеск», что и его более ранние постройки.
Внутреннее убранство выполнено в неовизантийском стиле, по периметру центральной части установлены дубовые стасидии. Среди прочих церковь украшают две иконы: Николая Чудотворца и Сергия Радонежского, подаренные в 1903 году российским императором Николаем II, по случаю рождения у Фердинанда I сына Николая.
В притворе церкви имеются изображения:
- основатель монастыря — Михай Кантакузино;
- ктиторы кафаликона — король Карл I, его супруга Елизавета с дочерью Марией, умершей в раннем возрасте[1];
- митрополит Иосиф, возглавлявший в 1903 году церемонию освящения церкви после реконструкции.

Церковь стала первой в Румынии, получившей электрическое освещение.

## Прочие строения

### Братский корпус
В старом братском корпусе монастыря сохранилась небольшая церковь (в настоящее время недействующая). Постройка церкви относится ко времени основания монастыря. Стены украшены фресками на евангельские сюжеты (хорошо сохранился цикл фресок, посвященных Страстям Христовым).

### Колокольня
Построена в 1892 году рядом с монастырскими воротами. На колокольне установлен один колокол весом 1700 килограмм.

### Музей
Является первым в Румынии музеем церковного искусства. Открыт в 1895 году в рамках празднования 200-летия «Старой церкви». В экспозиции богатая коллекция икон, церковной утвари, книг. В музее хранится первая Библия, переведённая на румынский язык.

### Гробница Ионеску
В монастыре похоронен румынский политик Таке Ионеску (министр иностранных дел Румынии в 20-х годах XX века). Гробница расположена в часовне, примыкающей к старому братскому корпусу. Надгробие выполнено из белого мрамора, апсида часовни украшена мозаикой с изображением Богородицы.